# Eric Dane
Eric William Dane (San Francisco, California, Estados Unidos; 9 de noviembre de 1972) es un actor estadounidense, conocido por haber interpretado a Mark Sloan en la serie Grey's Anatomy, a Cal Jacobs en la serie Euphoria y al Capitán Tom Chandler en The Last Ship.

## Biografía
Dane nació el 9 de noviembre de 1972 en San Francisco, California, siendo el mayor de dos hermanos. Su padre es arquitecto y diseñador de interiores en San Francisco y su madre, Leah (Cohn), ama de casa. Sus ancestros son ingleses, alemanes, finlandeses, judíos rusos y judíos austriacos, y tuvo una ceremonia de Bar Mitzvah. Estudió en el Sequoia High School (Redwood City) entre 1987 y 1990 y  en el San Mateo High School (San Mateo) entre 1990 y 1991, donde se graduó. Fue atleta en el instituto, formando parte del equipo universitario de waterpolo Boy's Varsity, pero decidió potenciar su faceta como actor después de tener un papel en la obra de teatro en el instituto Todos mis hijos, de Arthur Miller.

## Vida personal
Estuvo casado con Rebecca Gayheart, desde 2004 hasta 2018, quienes tuvieron dos hijas. Recientemente habló de que ha estado batallando contra la depresión. 
En abril de 2025 le diagnosticaron esclerosis lateral amiotrófica.

## Carrera
Se trasladó a Los Ángeles y debutó en televisión en 1993 en Aquellos maravillosos años (1988). En los primeros años de su carrera, también interpretó papeles secundarios en las series de televisión Matrimonio con hijos (1987) (1995), Medias de seda (1991) (1996) y Roseanne (1988) (1996). Interpretó a médicos en más de una ocasión, apareciendo por primera vez como Dr. Cooper en Gideon's Crossing (2000). 
En 1995 apareció en la película Serving in Silence: The Margarethe Cammermeyer Story donde interpretó a Matt.
En la temporada 2003 se unió al elenco recurrente de la popular serie Embrujadas (1998) donde interpretó al empresario Jason Dean, el nuevo dueño del "The Bay Mirror", quien sale brevemente con Phoebe Halliwell (Alyssa Milano) hasta 2004. En 2006 obtuvo mayor fama cuando se unió al elenco de la popular serie Grey's Anatomy donde dio vida al doctor Mark Sloan, hasta 2012 luego de que su personaje muriera después de estar en un accidente aéreo. Uno de sus papeles más conocidos es el de Jamie Madrox en X-Men: The Last Stand (2006).
En 2004 apareció en la película Helter Skelter donde interpretó al asesino y miembro de la familia "Manson", Charles "Tex" Watson. Eric también ha actuado en la película para televisión Wedding Wars, en la cual interpreta al hermano de un gay que se declara en huelga por el derecho del matrimonio homosexual, o en películas como Marley & Me (2008), Valentine's Day (2009), A la deriva, La muerte o Burlesque (2010).
En 2014 se unió al elenco principal de la serie The Last Ship donde da vida al CO. CDR. Tom Chandler, el capitán del USS Nathan James Ship, hasta ahora. También tuvo un rol en la serie “Euphoria”
En 2021, fue invitado para participar en el capítulo 10 de la temporada 17 de la serie Anatomía de Grey, volviendo a interpretar su papel como “Mark Sloan”, apareciendo en una playa junto a “Lexie Grey”, con el fin de tener una conversación con “Meredith Grey”, quien esta contagiada con Covid-19 y esta en un hilo entre la vida y la muerte. Su participación fue una sorpresa para los seguidores de la serie, ya que solo se había hablado de la participación especial de “Chyler Leigh” en el capítulo.

## Filmografía

Eric durante una escena de la serie "Grey's Anatomy" como el médico Mark Sloan.

### Series de televisión
| Año             | Título                                       | Personaje              | Notas                                                                                 |
| --------------- | -------------------------------------------- | ---------------------- | ------------------------------------------------------------------------------------- |
| 1991            | Saved by the Bell                            | Tad Pogue              | Episodio "The Game"                                                                   |
| 1992            | Renegade                                     | Jimmy Warren           | Episodio "Mother Courage"                                                             |
| 1993            | The Wonder Years                             | Brett                  | Episodio "Nose"                                                                       |
| 1995            | Married with Children                        | Oliver Cole            | Episodio "Radio Free Trumaine"                                                        |
| 1996            | Roseanne                                     | Bellhop                | Episodio "Disney World War II"                                                        |
| 1996            | Silk Stalkings                               | Justin Whalen          | Episodio "Private Dancer"                                                             |
| 1996            | Seduced by Madness:The Diane Borchardt Story | Nick                   | Episodio # 1.2 - Miniserie                                                            |
| 1997            | Crisis Center                                | Mark Kelly             | Episodio "He Said, She Said"                                                          |
| 2000            | Zoe, Duncan, Jack & Jane                     | Alec                   | Episodio "Kiss of Death"                                                              |
| 2001            | Gideon's Crossing                            | Dr. Wyatt Cooper       | Cuatro episodios                                                                      |
| 2002            | The American Embassy                         | Rob Goodwin            | Tres episodios                                                                        |
| 2003-2004       | Charmed                                      | Jason Dean             | Nueve episodios                                                                       |
| 2004            | Las Vegas                                    | Leo Broder             | Dos episodios                                                                         |
| 2006-2012, 2021 | Grey's Anatomy                               | Dr. Mark Sloan         | 139 episodios. Elenco principal (Temporadas 3-9) Invitado especial (Temporadas 2, 17) |
| 2009-2010       | Private Practice                             | Dr. Mark Sloan         | Dos episodios                                                                         |
| 2014-2018       | The Last Ship                                | CDR. Tom Chandler      | 59 episodios                                                                          |
| 2015            | The Fixer                                    | Carter                 | Cuatro episodios - Miniserie                                                          |
| 2019-presente   | Euphoria                                     | Cal Jacobs             | Principal                                                                             |
| 2020            | Wireless                                     | Officer T.C. Kirschner | Episodio: "100%"                                                                      |

### Películas
| Año  | Título                | Personaje                | Notas |
| ---- | --------------------- | ------------------------ | --- |
| 1995 | Serving in Silence... | Matt                     | Junto a Glenn Close, Judy Davis, Wendy Makkena, Colleen Flynn y Kevin McNulty                                      |
| 2004 | Helter Skelter        | Charles "Tex" Watson     | Junto a Jeremy Davies, Clea DuVall, Allison Smith, Mary Lynn Rajskub, Michael Weston y Hal Ozsan                   |
| 2005 | Painkiller Jane       | Nick                     | Junto a Emmanuelle Vaugier, Richard Roundtree, Walker Howard, Callum Keith Rennie y Tate Donovan                   |
| 2005 | Feast                 | Hero                     | Junto a Balthazar Getty, Henry Rollins, Navi Rawat, Judah Friedlander, Josh Zuckerman, Jason Mewes y Jenny Wade    |
| 2006 | Wedding Wars          | Ben Grandy               | Junto a John Stamos, Bonnie Somerville, Sean Maher, Rosemary Dunsmore, Jayne Eastwood y Linda Kash                 |
| 2006 | Open Water 2: Adrift  | Dan                      | Junto a Susan May Pratt, Richard Speight Jr., Niklaus Lange, Ali Hillis y Cameron Richardson                       |
| 2006 | X-Men: The Last Stand | Hombre Múltiple          | Junto a Hugh Jackman, Ian McKellen, Patrick Stewart, Famke Janssen, Kelsey Grammer y James Marsden                 |
| 2008 | Marley & Me           | Sebastian                | Junto a Owen Wilson, Jennifer Aniston, Kathleen Turner, Alan Arkin, Nathan Gamble y Haley Bennett                  |
| 2010 | Burlesque             | Marcus                   | Junto a Christina Aguilera, Cher, Cam Gigandet, Stanley Tucci, Kristen Bell, Alan Cumming y Julianne Hough         |
| 2010 | Valentine's Day       | Sean Jackson             | Junto a Jessica Alba, Jessica Biel, Bradley Cooper, Patrick Dempsey, Héctor Elizondo, Jamie Foxx y Jennifer Garner |
| 2017 | Grey Lady             | Doyle                    | Junto a Natalie Zea, Rebecca Gayheart, Amy Madigan, Laila Robins, John Shea y Adrian Lester                        |
| 2021 | The Ravine            | Mitch Bianci             | |
| 2022 | Redeeming Love        | Duke                     | Junto a Abigail Cowen, Tom Lewis, Logan Marshall-Green, Famke Janssen y Nina Dobrev                                |
| 2022 | American Carnage      | Eddie                    | |
| 2023 | Little Dixie          | Gobernador Richard Jeffs | |
| 2023 | Americana             | Dillon MacIntosh         | |
| 2024 | Bad Boys: Ride or Die | James McGrath            | Junto a Will Smith, Martin Lawrence, Paola Núñez, Vanessa Hudgens y Ioan Gruffudd                                  |

### Videojuego
| Año  | Título                   | Personaje       | Notas                           |
| ---- | ------------------------ | --------------- | ------------------------------- |
| 2006 | X-Men: The Official Game | Hombre Múltiple | prestó su voz para el personaje |

## Premios y nominaciones
| Año  | Categoría                                                | Premio                    | Serie          | Resultado |
| ---- | -------------------------------------------------------- | ------------------------- | -------------- | --------- |
| 2006 | Best Ensemble, Television                                | Satellite Award           | Grey's Anatomy | Ganadores |
| 2007 | Outstanding Performance by an Ensemble in a Drama Series | Screen Actors Guild Award | Grey's Anatomy | Ganadores |
| 2007 | Outstanding Actor - Drama Series                         | Golden Nymph Award        | Grey's Anatomy | Nominado  |
| 2008 | Outstanding Performance by an Ensemble in a Drama Series | Screen Actors Guild Award | Grey's Anatomy | Nominados |
| 2015 | Favorite Cable TV Actor                                  | People's Choice Award     | -              | Nominado  |